# 도부 이즈미역
도부 이즈미역(일본어: 東武和泉駅)은 일본 도치기현 아시카가시에 있는 역이다. 역 번호는 TI 14이다.

## 역사
- 1935년 9월 20일: 영업 개시.
- 1974년 4월 1일: 역 무인화, 간이 위탁 개시.
- 2012년 3월 17일: 역 번호 도입.

## 역 구조
이세사키 선에서는 유일하게 단선 승강장 1면 1선의 구조로 지상역, 무인역이다. 출입구과 승강장은 선로의 동쪽에 설치되어 승강장과 역사 서쪽 사이를 연결하는 과선교가 있다. 2004년에 구역사를 해체하고, 프리패브 오두막으로 지어졌다.
과거 승차권은 역전의 사택에서 구입할 수가 있었다. 낮 시간대는 다른 역에서 역무원이 출장하는 경우도 있다. 출입구에 [[PASMO] 등의 IC카드 간이 개찰기로 승차역 증명증기가 설치되어 있다.
화장실은 승강장부에 설치되어 있다.

### 타는 곳
| 번호 | 노선        | 방향 | 행선                                                                             |
| ---- | ----------- | ---- | -------------------------------------------------------------------------------- |
| 1    | 이세사키 선 | 하행 | 아시카가시・오타 방면                                                            |
| 1    | 이세사키 선 | 상행 | 다테바야시・구키・ 도부 스카이트리 라인 기타센주・도쿄 스카이트리・아사쿠사 방면 |

## 역 주변
- 아시카가 공업 대학 부속 고등학교
- 아시카가 아사쿠라 우체국
- 컴 퍼스트 쇼핑 센터
  - 아피타 아시카가점
- 야마다 전기 아시카가점
- 코지마 NEW아시카가점
- 요크 베니마루 아시카가점
- 아시카가 건강 랜드

## 사진

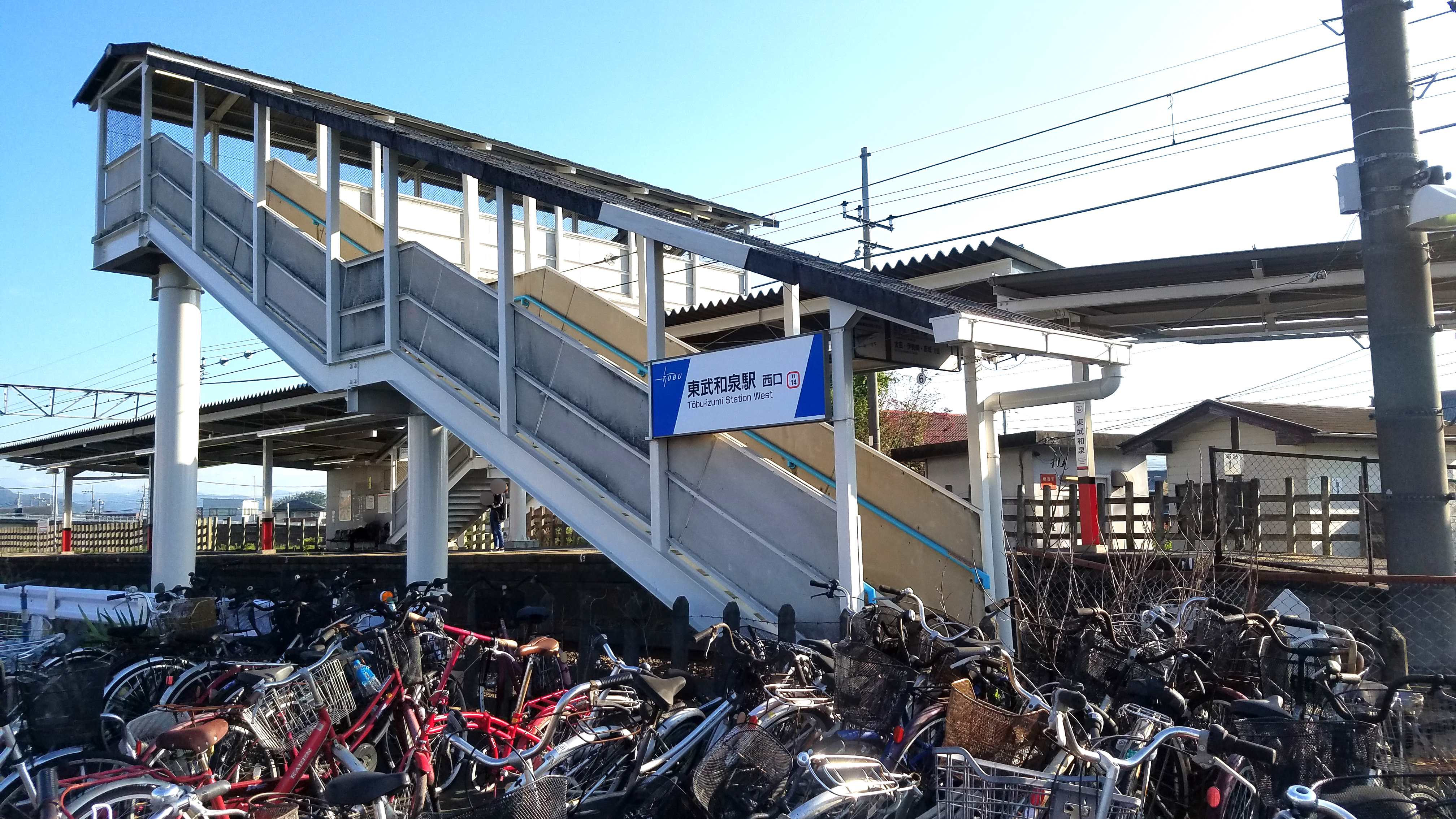
서쪽 출입구(2021년 9월)

## 인접역
| 도부 철도 이세사키 선        | 도부 철도 이세사키 선          | 도부 철도 이세사키 선          |
| ---------------------------- | ------------------------------ | ------------------------------ |
| TI 13 후쿠이 다테바야시 방면 | ■ 구간 급행 ■ 구간 준급 ■ 보통 | 아시카가시 TI 15 이세사키 방면 |